# Ferdinand Jassogne
Ferdinand Jassogne (Woluwe-Saint-Lambert, 22 settembre 1915 – ...) è stato uno schermidore belga, vincitore di una medaglia d'argento ed una di bronzo ai campionati mondiali di scherma.